# Хигасимураяма (город)
Хигасимурая́ма (яп. 東村山市 Хигасимураяма-си) — город в Японии, находящийся в префектуре Токио. Площадь города составляет 17,17 км², население — 151 941 человек (1 октября 2020), плотность населения — 8849,21 чел./км².

## Географическое положение
Город расположен на острове Хонсю в префектуре Токио региона Канто. С ним граничат города Хигасикуруме, Киёсе, Хигасиямато, Кодайра, Токородзава.

## Население
Население города составляет 151 941 человек (1 октября 2020), а плотность — 8849,21 чел./км². Изменение численности населения с 1980 по 2005 годы:
| 1980 | 119 363 чел. |  |
| 1985 | 123 798 чел. |  |
| 1990 | 134 002 чел. |  |
| 1995 | 135 112 чел. |  |
| 2000 | 142 290 чел. |  |
| 2005 | 144 929 чел. |  |

## Символика
Деревом города считается Zelkova serrata, цветком — рододендрон, птицей — трясогузка белая.

## Города-побратимы
- Индепенденс, США (1978)
- Касивадзаки, Япония (1996)
- Сучжоу, Китай (2004)